# 程仁宏
程仁宏（1956年—），台灣地理學家，中國文化大學地理學系教授，曾任監察委員、消費者文教基金會董事長。

## 學經歷
程仁宏為中國文化大學地學研究所博士，現任教於中國文化大學地理學系。曾擔任消費者文教基金會秘書長、消費者文教基金會董事長、第四屆監察委員等職務。

## 外部連結
- 中國文化大學地理學系程仁宏網頁 （页面存档备份，存于）